# Bahía de Te Waewae
La bahía de Te Waewae es la más occidental de las tres grandes bahías que se encuentran en la costa del estrecho de Foveaux en Southland, Nueva Zelanda, siendo las otras la playa de Oreti y la bahía de Toetoes. Con 27 kilómetros de longitud, el extremo occidental de la bahía es montañoso, con el extremo sur de los Alpes Meridionales y el parque nacional de Fiordland. 
La pequeña ciudad agrícola de Orepuki está situada en los acantilados en el extremo oriental de la bahía y la ciudad maderera de Tuatapere y Port Craig está situada a siete kilómetros al norte de la bahía, a orillas del río Waiau, que tiene su desembocadura en la bahía. 
La bahía, que se extiende desde Sand Hill  Point, hasta Pahia Point, está declarada como un santuario de mamíferos marinos y alberga un importante hábitat para los lobos marinos de Nueva Zelanda, los delfines de Héctor, que son endémicos, y una de las principales zonas de reproducción invernal de las ballena franca australes en las costas del continente. De vez en cuando se pueden ver otras especies dentro de la zona, como las ballenas jorobadas, las orcas, los leones marinos de Hooker y las focas leopardo.
Las tierras circundantes, tanto costeras como terrestres, albergan 2 especies de pingüinos (pequeños y crestados de Fiordland), 25 especies de aves nativas y los murciélagos de cola larga de Nueva Zelanda en peligro de extinción.